# Bonneuil-en-France
Bonneuil-en-France egy község Franciaországban. Lakosainak száma 1179 fő (2022. január 1.).

## Földrajza
Bonneuil-en-France Gonesse, Le Blanc-Mesnil, Dugny, Arnouville-lès-Gonesse és Garges-lès-Gonesse községekkel határos.